# (10286) Shnollia
(10286) Shnollia es un asteroide perteneciente al cinturón de asteroides, descubierto el 16 de septiembre de 1982 por la astrónoma soviética Liudmila Chernyj desde el Observatorio Astrofísico de Crimea.

## Designación y nombre
Designado provisionalmente como  1982 SM6. Fue nombrado  Shnollia en honor al científico soviético Simon Elievich Shnoll.